# Palpares falcatus
Palpares falcatus är en insektsart som beskrevs av Robert McLachlan 1867.
Palpares falcatus ingår i släktet Palpares och familjen myrlejonsländor. Inga underarter finns listade i Catalogue of Life.